# История христианской демократии
В своём развитии христианская демократия прошла ряд этапов. Рост либерализма и гражданского национализма в XIX веке сказались негативно на международной позиции Католической церкви. Чтобы восстановить доверие масс, церковь приступила к реформам и огласила новую социальную доктрину, христианскую демократию. До Первой мировой войны церковь не одобряла создание католических политических партий. После войны Ватикан дал своё согласие на это, однако в реальности в состав многих партий вошли представители и других христианских конфессий. После Второй мировой войны движение стало подлинно массовым, и в ряде стран Западной Европы христианские демократы пришли к власти. Сегодня международные организации с участием христианско-демократических партий включают также и другие политические движения.

## Предыстория
Великая французская революция разрушила феодальную структуру общества и, в частности, отменила каких-либо посредников между гражданином и государством. Политическая роль религии резко уменьшилась. Если в феодальные времена Римско-католическая церковь стояла на равных с государствами, то после революции она была низведена до ассоциации, члены которой были обязаны подчиняться тем же законам, что и все граждане. Положение церкви усугублялось атаками со стороны якобинцев, которые утверждали, что она была противником демократических принципов в управлении и поддерживала монархическую олигархию в ущерб интересов среднего класса и малоимущих.
После падения Наполеона I, часть духовенства примкнула к контрреволюционному движению, которое стремилось к полному восстановлению старого режима. В преимущественно католических странах (Италии, Франции, Австрии, Испании и Португалии) церковь настаивала на своей идентификации со средневековьем, авторитарными династиями и аристократией. В результате средний класс отвернулся от католицизма и попал под влияние рационализма, деизма и атеизма. В его глазах, католическая церковь ассоциировалась с устаревшей и коррумпированной общественной системой.
Реакционная программа решения социальных проблем состояла в создании праздников, поощрении благотворительности и устрашении. Это вызывало массовое недовольство, так как либерализм открыл в том числе новые пути к улучшению социально-экономических условий. Разочарование пролетариата в христианстве особенно проявилось в ходе революционной волны 1848-1849, и он повернулся лицом к марксизму. Чувствительный удар по католичеству был нанесён в Италии, где была принята конституция, которая окончательно низвела церковь до общественного института.
В преимущественно католических странах лишь небольшая доля католиков выступала в поддержку политических либеральных реформ. Папа Пий IX неоднократно осуждал это либеральное меньшинство, в особенности в «Syllabus of Errors» (1864).
В 1870 Ватикан пережил катастрофу: Папское государство было ликвидировано, а папа римский лишён светской власти. С этого момента между официальной католической доктриной и идеологией католических движений наметился раскол. Ватикан по-прежнему враждебно относился к либеральной политической системе и подчёркивал своё неприятие капитализма. В то же время католические партии в преимущественно протестантских странах научились использовать инструменты правового государства и стали наращивать свой политический вес. В этих странах католики призывали к религиозной терпимости, боролись с вторжением государства в сферу личной и духовной свободы, тогда как протестантские церкви часто занимали противоположную позицию.

## Конфессиональный период

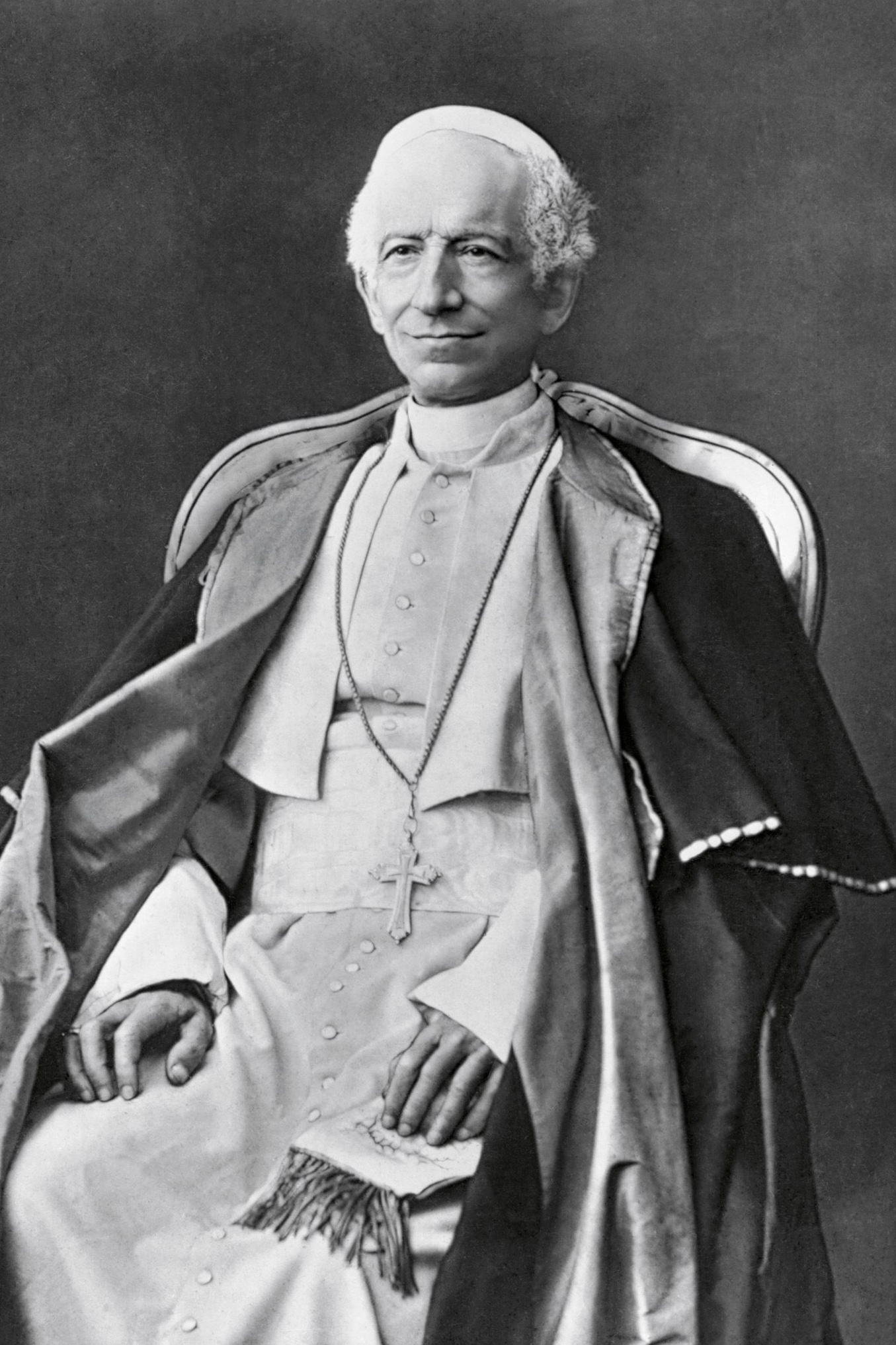
Папа римский Лев XIII

В конце XIX века Ватикан осознал необходимость в общественной силе, которая бы вернула доверие масс. Папа Лев XIII приступил к реформам церковной политики. Он выпустил энциклику «Rerum Novarum» («Исходя из новых обязательств», 1891), в которой объявил о политически нейтральной позиции церкви, но при этом провозгласил новую социальную доктрину и ввёл понятие «народное католическое действие». Под этим понималось организованное католиками движение с конкретной программой для решения проблем малоимущих (лат. plebis). По замыслу папы, движение должно было опираться на католическую доктрину и организацию, но при этом фокусировать свою активность в области социальных вопросов, волнующих пролетариат. Новая доктрина утверждала, что свобода неотделима от общественных обязательств и призывала католиков возобновить общественную активность. Тем самым Ватикан рассчитывал восстановить своё влияние посредством контроля над мирянами в тех областях, куда иерархию не пускали. Папа римский осудил нищету рабочего класса, возложив ответственность за неё на экономический либерализм. При этом он также осудил социализм, материализм и доктрину о классовой борьбе как ложный путь, берущий своё начало целиком из отрицания либерализма. Взамен папа предложил создавать профессиональные гильдии, которые бы сводили вместе работников и работодателей. Лев XIII также одобрил рабочие союзы, если только они не устраивают забастовки.
В 1901 Лев III опубликовал энциклику «Graves de Communi Re», в которой доктрина получила название «христианская демократия». Название движения подчёркивало его центристский характер и вместе с тем отчасти противопоставляло его либерализму. Накануне опубликования энциклики рассматривались и другие варианты, в особенности «христианский социализм». Следует отметить, Лев XIII не одобрял демократию, а просто стремился предоставить возможность демократически настроенным католикам сгладить конфликт между своими убеждениями и верой. В частности, папа рекомендовал католикам воздерживаться от участия в выборах и политической активности.
К энцикликам папы римского католики отнеслись неоднозначно. С одной стороны, часть из них усмотрела в доктрине идею социализма, не противоречащего христианству. Последовала кампания по организации католических профсоюзов, имевшая большой успех. Движение распространилось на Францию, Германию, Италию, Бельгию, Нидерланды и другие страны. В 1919 была основана Международная конфедерация христианских профсоюзов со штаб-квартирой в Утрехте. Поначалу католические профсоюзы были против забастовок, однако со временем стали к ним прибегать, хотя и реже, чем социалистические профсоюзы. По окончании Первой мировой войны в этих организациях состояло около двух миллионов рабочих.
С другой стороны, этому левому крылу в католичестве противостояли крупные собственники, значительная часть среднего класса и большинство духовенства. Эта группа предпочитала ограничиваться традиционными способами материальной и духовной помощи. В «Graves de Communi» Лев XIII осудил демократические тенденции в церкви, ограничил деятельность либеральных организаций социальной помощью под наблюдением епископов и запретил им создавать политические партии. Впоследствии папа Пий X неоднократно пытался внести коррективы. Он признал, что нельзя пренебрегать вопросами социальной справедливости (минимальной зарплаты, максимальной продолжительности труда, обязательного страхования труда, пропорционального деления прибыли). Вместе с тем, Пий X также не хотел политизации движения и подчёркивал его политическую нейтральность. Однако его усилия в этой области оказались безуспешными.

## Неконфессиональный период
После Первой мировой войны Ватикан дал согласие на создание католических партий. Их возникло множество: Итальянская народная партия, Народно-социальная партия Испании, Народная партия Чили и др. Однако на практике эти партии больше стремились к защите демократических свобод, чем религиозных интересов. Многие из этих партий стали открыты для представителей других христианских конфессий.

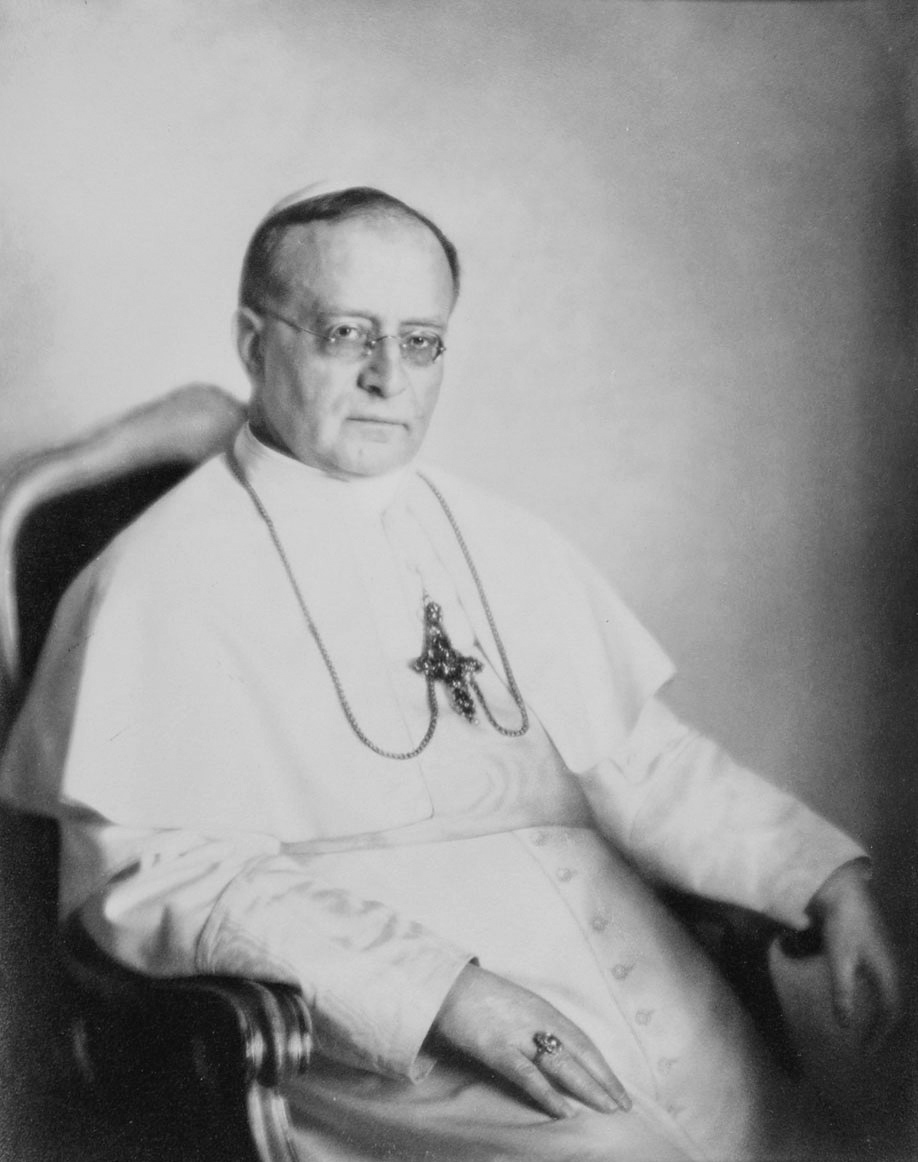
Папа римский Пий XI

Вместе с тем, в тот период общество утратило веру в прогресс и рациональный политический порядок. Папа Пий XI полагал, что демократия не в силах служить дамбой против коммунистической волны и выдвинул тезис о необходимости возврата гражданского общества в Царство Христа, что, в частности, требовало вернуть церкви привилегированное место в обществе. В обмен на некоторое (часто формальное) признание своей власти, Ватикан пошёл на компромисс с диктаторскими режимами. Заключение Латеранских соглашений между Муссолини и Ватиканом в 1929 значительно усилило влияние сторонников авторитаризма среди католиков. Пий XI не дал своего полного одобрения фашистскому корпоратизму, но охарактеризовал его как шаг в правильном направлении. Отношения с Германией были более трудными в силу яростной атаки нацизма на традиционную мораль. Однако в целом распространение клерикального авторитаризма на Португалию, Австрию и Испанию в 1930-е, а позже и на оккупированную Францию, поначалу получило поддержку со стороны католицизма в континентальной Европе, Великобритании и США как средство для предотвращения распространения большевизма.
В 1931 Пий XI выпустил энциклику «Quadragesimo Anno», которая внесла уточнения в доктрину христианской демократии. Энциклика подтвердила ценность достоинства личности и право на частную собственность. Однако в ней подчёркивалось, что это право должно соотноситься с нуждами общего блага и что экономика должна основываться на принципе социальной солидарности, а не на безудержной конкуренции и взаимной эксплуатации. Церковь выступила в защиту способности общества к самоорганизации, но взамен либеральному тезису о свободе личности провозгласила «принцип субсидиарности». Одновременно католические философы Жак Маритен и Эмманюэль Мунье в своих работах охарактеризовали текущий кризис как доказательство необходимости возврата к сбалансированному обществу, основанному на идее общего блага и персонализма. Они выступали за повышение духовной роли церкви в жизни общества, за гармоничные отношения между церковью и государством, за защиту личности с её правами и обязанностями. Однако в связи с ростом фашистских движений, «Quadragesimo Anno» была в целом воспринята как осуждение парламентаризма.
В 1942 крайняя степень насилия со стороны нацистов и патриотизм католиков на оккупированных территориях привели к тому, что даже немецкие и итальянские католики начали склоняться в пользу антифашизма. В последние годы войны почти весь католицизм в Западной Европе попал под влияние движений сопротивления.

## Народный период
По окончании Второй мировой войны в сознании населения Западной Европы произошли значительные сдвиги. Диктаторские режимы сохранились только в Португалии и Испании, в то время как военная, политическая и экономическая мощь сосредоточилась в руках СССР и США. Социал-демократические и коммунистические партии приобрели значительный вес благодаря их вкладу в победу над фашизмом и благодаря их признанию необходимости соблюдения прав человека, что прежде было областью политического и культурного либерализма. С другой стороны, вера в «американский образ жизни», то есть, частное предпринимательство, была подорвана.

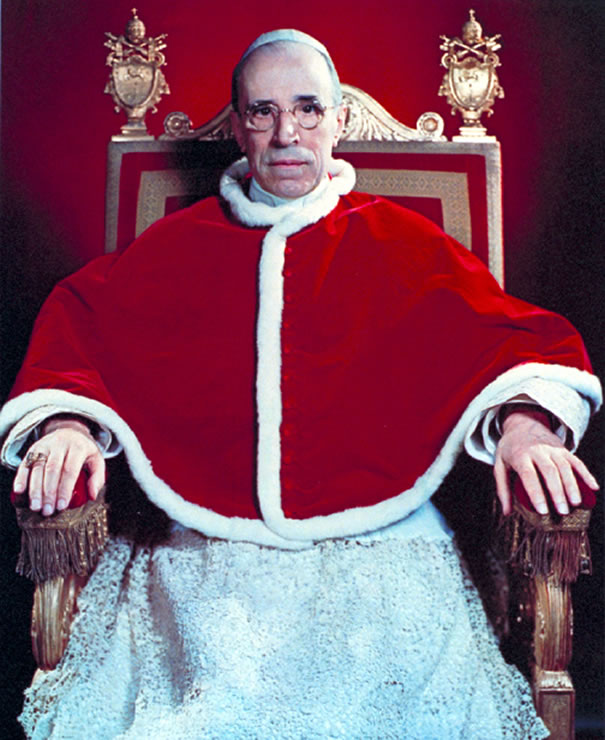
Папа римский Пий XII

В этих условиях папа Пий XII стал сторонником концентрации власти посредством массовых политических партий и идеологии. Ватикан увидел, что либеральная демократия имеет ряд преимуществ. Во-первых, она гарантирует свободу общественных организаций. Во-вторых, она основана на выражении воли большинства и при этом защищает права меньшинств, что выгодно для церкви независимо от её места в обществе. В своём рождественском обращении 1944 года Пий XII провозгласил либеральную демократию естественной политической формой, наиболее близкой к христианским идеалам.
Римско-католическая церковь отказалась от требований привилегий для себя и вместо этого стала призывать к широкой некоммунистической коалиции всех демократических сил, к всеобщей терпимости и уважению к гражданским свободам. Новая концепция личности (персонализм) выступала за гуманизм в противовес тоталитаризму. Существенное влияние на идеологию оказала теория социального конфликта Р. Дарендорфа и Л. Козера, а также концепция социально-рыночной экономики, разработанная протестантским членом Христианско-демократического союза Людвигом Эрхардом. Церковь также выступила за бо́льшую свободу для общественных организаций в противовес этатизму и за разумное регулирование экономики. Хотя на словах доктрина по-прежнему противопоставляла себя экономическому либерализму, она вобрала себя важнейшие положения политического либерализма: разделение властей, правовое государство и т. д.
В качестве своей опоры Ватикан выбрал католических левых, которые пользовались большим престижем благодаря их борьбе с фашизмом, что позволило христианским демократам сформировать имидж повсеместных противников тоталитаризма. Партии добились прочной поддержки со стороны женщин, мелких частных собственников и в сельских районах. Церковь также призывала простить коллаборационистов и нацистов, чтобы привлечь их на свою сторону. В то же время политических конкурентов справа было мало, так как правые движения и их идеологии были большей частью дискредитированы. В результате христианские демократы добились впечатляющих результатов на первых послевоенных выборах в Западной Европе. Принципы модернизированной христианской демократии нашли отражение в конституциях Франции, Италии и ФРГ, которые были приняты в 1946-49. Эти принципы сочетали в себе политический либерализм, предпочтение смешанной экономики, демократию и стремление к консенсусу. Чтобы подчеркнуть последнее, христианские демократы называли себя «межклассовой партией», основанной не на конфессиональной принадлежности, а на культурных ценностях, которые разделяло общество в целом.
В 1961 папа Иоанн XXIII выпустил «Mater et Magistra» («Мать и учитель»), подведя итог под изменениями в католической социальной доктрине. Энциклика представила доктрину как путь к восстановлению общественных отношений на основе правды, справедливости и любви. Одобряя рост социального благополучия, папа предупреждал об опасности, которое несёт чрезмерное государственное регулирование экономики для личной свободы. Иоанн XXIII призвал рабочих приобретать акции фирм, на которые они работают. Он также высказал мнение, что развитые страны должны оказывать гуманитарную помощь страдающим от нехватки еды странам и при этом осудил колониализм. Говоря о религиозных потребностях человека, папа не согласился с мнением, что они являются анахронизмом, и подчеркнул их важность для личной инициативы и недопущения тирании. Иоанн XXIII одобрил растущее стремление людей к взаимопониманию и призвал нации как целое следовать примеру.
До 1970-х христианско-демократические партии доминировали в политике Италии и ФРГ. Они также играли важную роль в Бельгии, Нидерландах, Люксембурге, Австрии и Швейцарии. Реально проводимая политика на практике оказалась правоцентристской. Именно христианские демократы оказались крупнейшей силой, выступавшей против полного государственного контроля над экономикой. В 1970-е их позиции ослабли, однако в 1980-е вновь усилились, поскольку их идея о единстве человечества оказались созвучной стремлению к международной консолидации. Христианско-демократические политики Робер Шуман и Альчиде де Гаспери заложили основу для процесса создания Европейского союза. В результате Европейская народная партия стала ведущей правоцентристской силой в Европейском парламенте. Однако процесс консолидации также привёл к тому, что в блок вошли умеренно консервативные партии, которые всё труднее идентифицировать как христианско-демократические (например, испанская Народная партия или «Вперёд, Италия»). На сегодняшний день все транснациональные партии и объединения с участием христианских демократов также включают представителей и других движений.
Создание организаций, объединяющих христианских демократов в разных странах, началось в 1950-е. В 1961 был основан Всемирный христианско-демократический союз, в который вошли партии из Западной и Центральной Европы, а также Латинской Америки. В 1982 организация была переименована в Интернационал христианской демократии, а в 1999 в Центристский демократический интернационал, чтобы отразить растущее участие в движении представителей различных религий (как, например, мусульманская партия Истикляль из Марокко). На данный момент в интернационал входит свыше 70 партий.
Окружное послание II Ватиканского собора «Gaudum et Spes» («Радость и надежда», 1965) уточнило, что Ватикан понимает под независимостью церкви. Послание подчеркнуло, что церковь не связывает себя с какой-либо политической или экономической системой, но вместе с тем имеет право давать нравственную оценку мирским делам, в том числе, основам социального строя. Отношение церкви с государством должно носить характер сотрудничества двух автономных структур. В то же время первенствующую роль в обществе играют миряне.
В конце 1980-х и начале 1990-х христианские демократы играли заметную роль в становлении парламентской демократии в странах Восточной Европы и Латинской Америки. Их партии добились успеха на выборах в Восточной Германии, Словении, Венгрии, Словакии, Чили. В Польше, несмотря на преобладание католиков, массовое христианско-демократическое движение так и не возникло. Большинство религиозных течений в посткоммунистической Польше считали европейскую интеграцию угрозой национальному самоопределению и не разделяли идеологию христианской демократии.
В позиции Католической церкви также произошли сдвиги. Иерархия осознала необходимость использования наработок в области светских социальных, политических и экономических наук. Наряду с осуждением западного материализма, секуляризма и общества потребления стали звучать аргументы (со стороны таких деятелей, как кардинал Бейзил Хьюм), что чрезмерная увлечённость духовностью несёт в себе угрозу для демократии и плюрализма.
В энциклике «Centesimus Annus» («Сотый год», 1991) папа Иоанн Павел II подтвердил приверженность церкви идеалам демократии и правового государства. Вместе с тем он подчеркнул, что демократия должна опираться на нравственные ценности и что в отсутствие истины свобода теряет самые свои основания. Поэтому важнейшим из прав человека Иоанн Павел II считал право жить по истине своей веры. Папа римский также подверг критике реализации социального государства за чрезмерное вмешательство во внутреннюю жизнь общества, в нарушение принципа субсидиарности.
Как отмечают исследователи, христианская демократия по-прежнему находится в развитии. Одни полагают, что она носила переходный характер и ассимилируется в социал-демократию. Другие считают, что она движется в сторону секулярного консерватизма.